# إيميج وركس
إيميج وركس (بالإنجليزية: Image Works)‏، هي شركة بريطانية لتطوير ونشر ألعاب الفيديو، تأسس الشركة سنة 1988، وتم حلها سنة 1992.